# El Rancho (Choloma)
La aldea El Rancho es una comunidad ubicada en el sector noroeste del municipio de Choloma, en la sierra de Omoa, departamento de Cortés, en el norte de Honduras.

## Aldeas Vecinas
El Rancho es una comunidad con 4 aldeas circunvecinas y un caserío: Victoria de Cristales (La Mina), Las Flores, Santa Marta, San Isidro y el caserío de Buenavista. EL sector de El Rancho cuenta con una población de 3500 habitantes. Cinco kilómetros al este de El Rancho se encuentra la aldea Río Bijao con la fábrica de cementos Bijao o CENOSA.

## Hidrografía
Aquí nace el Río Tulián con el nombre de río El Rancho, este río es cuidado por el Proyecto Río Tulián ya que abastece la represa de Puerto Cortés.
el río la jutosa de choloma cortes

## Datos históricos
Un camino de piedra de más de 20 kilómetros que viene desde el sector de Choloma hasta llegar
al barrio de Cienaguita en Puerto Cortés, y otro ramal al sector de Omoa hacen pensar que fue construido por los indígenas que podrían ser Mayas-Uluas, Xicaques, incluso Lencas, ya que estos no conocían el uso de la rueda, pues hay partes del camino demasiadas inclinadas por donde una carreta con ruedas no podría bajar. Se han encontrado asentamientos indígenas en la aldea Río Nance ubicada a 15 Kilómetros al suroeste de El Rancho.
En 1974 el Huracán Fifí destruyó por completo el Centro Educativo.

## Turismo Rural
Granja avícola, piscicultura, ganadería. Sobre el río El Rancho hay un puente de hamaca, este río es muy concurrido por los vecinos del municipio de Choloma.

## Economía local
Los pobladores en su mayoría se dedican a trabajar la agricultura, ganadería y en las maquilas, otra parte en la industria y el comercio.

## Educación
El sector de El Rancho cuenta con siete Centros Educativos:

### Prebásica
- Centro de Educación Prebásica "Lic. Hernán Zaldivar Cruz", aldea El Rancho.
- Centro de Educación Prebásica Francisco Morazán, aldea Las Flores.

### Básica. 1º a 6º grado
- Escuela Francisco Morazán, aldea Las Flores.
- Escuela Gracias A Dios, aldea Victoria de Cristales.
- Escuela Manuel Bonilla, aldea Santa Marta.
- Escuela Domingo Vásquez, aldea San Isidro.

### Centro de Educación Básica El Esfuerzo
Fue fundado el 17 de agosto de 1948. Consta de nueve grados.ubicado en la aldea El Rancho. Docentes: Joel Ramos (Director), Jessica López (subdirectora), Juan Carlos Castro Hernández, Gustavo Peralta, Jaime Hernández, Víctor Manuel López, Evelia Almendarez, Lesvia Moreno, Flor Sánchez, Xinia Barrera, Gloria Enríquez, Bernarda Barrera y Telmy Ayala.

### Formación técnica
- INFOP también se ha hecho presente en esta comunidad, impartiendo cursos libres de Mecánica Automotriz.

### Deportiva
- ADANO. Edwin Galeas, ajedrecista de esta asociación, impartió charlas sobre Aperturas y Desarrollo de una partida de ajedrez.

### Adultos
- YO SI PUEDO: programa cubano de alfabetización de adultos.

## Salud
El Rancho cuenta con un centro de salud atendido por Manuel Rodríguez, en el centro de salud se atiende un promedio de 20 pacientes diarios, aquí asisten pobladores de las aldeas como ser Las Flores, Victoria de Cristales (La Mina), Buena Vista, San Isidro, Santa Marta.

## Iglesias
1. Iglesia Príncipe de Paz, El Rancho, Las Flores.
2. Iglesia Bautista Independiente, El Rancho.
3. Iglesia Católica, El Rancho, Las Flores.
4. Iglesia Adventista, El Rancho.
5. Iglesia Eben-ezer El Rancho

## Deportes

### Ajedrez
El C.E.B. El Esfuerzo se distingue por ser la única cantera de ajedrecistas, de la escuela pública, con la que cuenta el departamento de Cortés, ya que en éste Centro Educativo se enseña éste deporte ciencia en la asignatura de Educación Física impartida por el profesor Juan Carlos Castro; han apoyado mucho éste deporte el Profesor Joel Ramos, Director del Centro Educativo, y Hernán Zaldivar quién es el pionero en la enseñanza del ajedrez en esta comunidad. Muchos creen que el ajedrez sólo se juega en las grandes ciudades, pero no, también se juega en las montañas de Honduras, en esta comunidad se han desarrollado torneos a nivel escolar desde el año 2002.
Ajedrez La oficina municipal de Paz y Convivencia realizó el Primer Torneo en el centro de la ciudad el 15 de marzo de 2007 en el que participaron alumnos y alumnas de distintos Centros Educativos del municipio, los ganadores fueron los alumnos del C.E.B. El Esfuerzo de la aldea de El Rancho: Adolfo Cárdenas (primer lugar), Christian Vásquez (segundo lugar), Bayron Pérez (tercer lugar), Leonardo Ramos (cuarto lugar), también destacan los jóvenes José Wílfido Escobar López, Marvin Mauricio Mencía, Uriel Ramos, Marlon Herrera, Joel Bautista, Bayron Zavala López.
Torneo de Ajedrez 2007. Prof. Juan Carlos Castro (Coordinador del evento), Wilito Escobar (1.er lugar sub-20), Rigoberto Bautista (1.er lugar sub-15), Lic. Hernán Zaldivar (Juez del torneo), Adolfo Cárdenas (2.º lugar sub-20), Marvin Mencías (2.º lugar sub-15) y el Prof. Joel Ramos( Director del centro Educativo "El Esfuerzo")

### Fútbol
La comunidad cuenta con varios equipos de fútbol, entre ellos tenemos:La Selección del C.E.B. El Esfuerzo, Rancheritos, El Peñarol, C.D. El Rancho. La mejor cancha con la que se cuenta está ubicada en la aldea de Victoria de Cristales. La cancha de la aldea El Rancho fue parcialmente destruida por el Huracán Mitch en 1998.